# بالاموس
بلدية بالاموس (بالإسبانية: Palamós) هي بلدية تقع في مقاطعة جرندة التابعة لمنطقة كتالونيا شمال شرق إسبانيا.

## الديموغرافيا
بلغ عدد سكان بلدية بالاموس 17.918 نسمة عام 2011 (وفقاً للمعهد الوطني الإسباني للإحصاء).
| 14.239 | 14.740 | 15.662 | 16.817 | 17.400 | 18.161 | 17.918 |

## توأمة
لبالاموس اتفاقيات توأمة مع كل من:
- ريدا-فيدنبروك
- L'Ametlla de Mar [الإنجليزية]‏ منذ (2017 - )

## أعلام
- جوان جوردان
- أليكساندر فرنانديز
- أندريا فوديرر
- جوردي كوندوم